# Kampanga
Kampanga ist eine von fünf Zellen (Verwaltungseinheiten 4. Ebene) im Sektor Kinigi des Distrikts Musanze in der Nordprovinz von Ruanda. Sie liegt auf einer Höhe von etwa 2320 m. Nachbarzellen sind im Norden Nyabigoma, im Nordosten Nyonirima, im Osten Cyivugiza, im Südosten Garuka, im Süden Kabazungu und im Westen Kaguhu. Entlang der Ostgrenze und durch den Norden von Kampanga verläuft die Nationalstraße 18. Von ihr geht eine District Road nach Süden ab.